# Nachfragelücke
Um eine Nachfragelücke (englisch demand gap) handelt es sich in der Wirtschaft, wenn auf einem Markt die Nachfrage geringer ist als das Angebot. Gegensatz ist die Angebotslücke.

## Allgemeines
Funktionierende Märkte tendieren dazu, Angebots- und  Nachfragemenge zum Marktpreis oder Gleichgewichtspreis zum Ausgleich zu bringen; es liegt Marktgleichgewicht vor. Nachfragelücken sind dagegen ein Indiz für Marktungleichgewichte, die z. B. durch Angebotsüberschuss entstehen. Dann liegt der Marktpreis über dem Gleichgewichtspreis, so dass eine Nachfragelücke entsteht. Die nachgefragte Menge ist kleiner als die angebotene Menge. Die Nachfragelücke geht stets von den Nachfragern aus, die ihren Bedarf nicht oder nur zögerlich an die langfristige Angebotsentwicklung anpassen (können). Aus Sicht der Anbieter sind Überkapazitäten vorhanden.

## Ursachen und Folgen
Ursachen für eine Nachfragelücke können beispielsweise ein Konsumentenboykott oder erhöhtes Sparen sein. Auch eine geringe oder ausbleibende Investitionsneigung der Unternehmen kann bei gegebenem Kreditzins eine Nachfragelücke zur Folge haben, weil dem Angebotsüberhang auf dem Kreditmarkt eine hierdurch entstehende Nachfragelücke auf dem Investitionsgütermarkt folgt. John Maynard Keynes zufolge muss das Zinsniveau gesenkt werden, um die Investitionsneigung zu verbessern und dadurch auch die Beschäftigung („Unterkonsumtionsarbeitslosigkeit“) zu erhöhen. Vereinfacht ausgedrückt bedeutet Keynesianismus, dass im marktwirtschaftlichen System aus strukturellen Gründen immer eine Nachfragelücke existiert, die für die Arbeitslosigkeit verantwortlich ist. Umgekehrt liegt auch dann eine Nachfragelücke vor, wenn ein Nachfragerückgang zu verzeichnen ist, ohne dass sich die Angebotssituation verändert hätte (beispielsweise beim geänderten Modetrend). Nachfragelücken tendieren zur Deflation. Bei einem vollkommenen Markt verschieben sich im Falle einer Nachfragelücke Angebots- und Nachfragekurve, bis ein Marktgleichgewicht mit in der Regel niedrigerem Preis und einer höheren Menge erreicht wird.

## Abgrenzung
Nachfragelücke und Angebotsüberhang sind zwar modelltheoretisch das gleiche, der Unterschied zwischen beiden liegt jedoch in der Ursache der Differenz und in den Auswirkungen bezüglich Preis- und Mengenänderung. Die Unterschiede lassen sich aus folgender Tabelle ablesen:
| Marktungleichgewicht | Preisänderung   | Mengenänderung   |
| -------------------- | --------------- | ---------------- |
| Nachfrageüberhang    | Preissteigerung | Mengensteigerung |
| Nachfragelücke       | Preisrückgang   | Mengenrückgang   |
| Angebotsüberhang     | Preisrückgang   | Mengensteigerung |
| Angebotslücke        | Preissteigerung | Mengenrückgang   |

Während die Nachfragelücke einen Preis- und Mengenrückgang zur Folge hat, ist der Angebotsüberhang durch einen Preisrückgang und eine Mengensteigerung gekennzeichnet. Beim Nachfrageüberhang gibt es eine Preis- und Mengensteigerung, während die Angebotslücke sich einer Preissteigerung bei gleichzeitigem Mengenrückgang gegenübersieht.
Die Ursache der Nachfragelücke ist bei den Nachfragern zu suchen, das Angebot bleibt konstant. Während sich bei der Nachfragelücke ein Preis- und Mengenrückgang einstellt, ist der Angebotsüberhang durch eine Preissteigerung und einen Mengenrückgang gekennzeichnet. Eine Nachfragelücke ist stets auf ausbleibende Aktivitäten der Nachfrager zurückzuführen, während das Angebot zunächst gleich bleibt.